# Silver Star (médaille)
Pour les articles homonymes, voir Silver Star.
La Silver Star (en français : Étoile d'Argent) est une médaille créée par acte du Congrès des États-Unis, du 9 juillet 1918 puis modifiée par acte le 25 juillet 1963.
Il s'agit de la troisième plus haute décoration militaire des forces armées des États-Unis, juste après la Medal of Honor et la Distinguished Service Cross (DSC), pour bravoure au combat.
Au titre de la Seconde Guerre mondiale, sur un total de 73 651 attributions, la Silver Star a été décernée à 1 010 étrangers dont 471 Français, principalement des officiers français des campagnes d'Italie (1944) et d'Alsace (1945). 

## Présentation

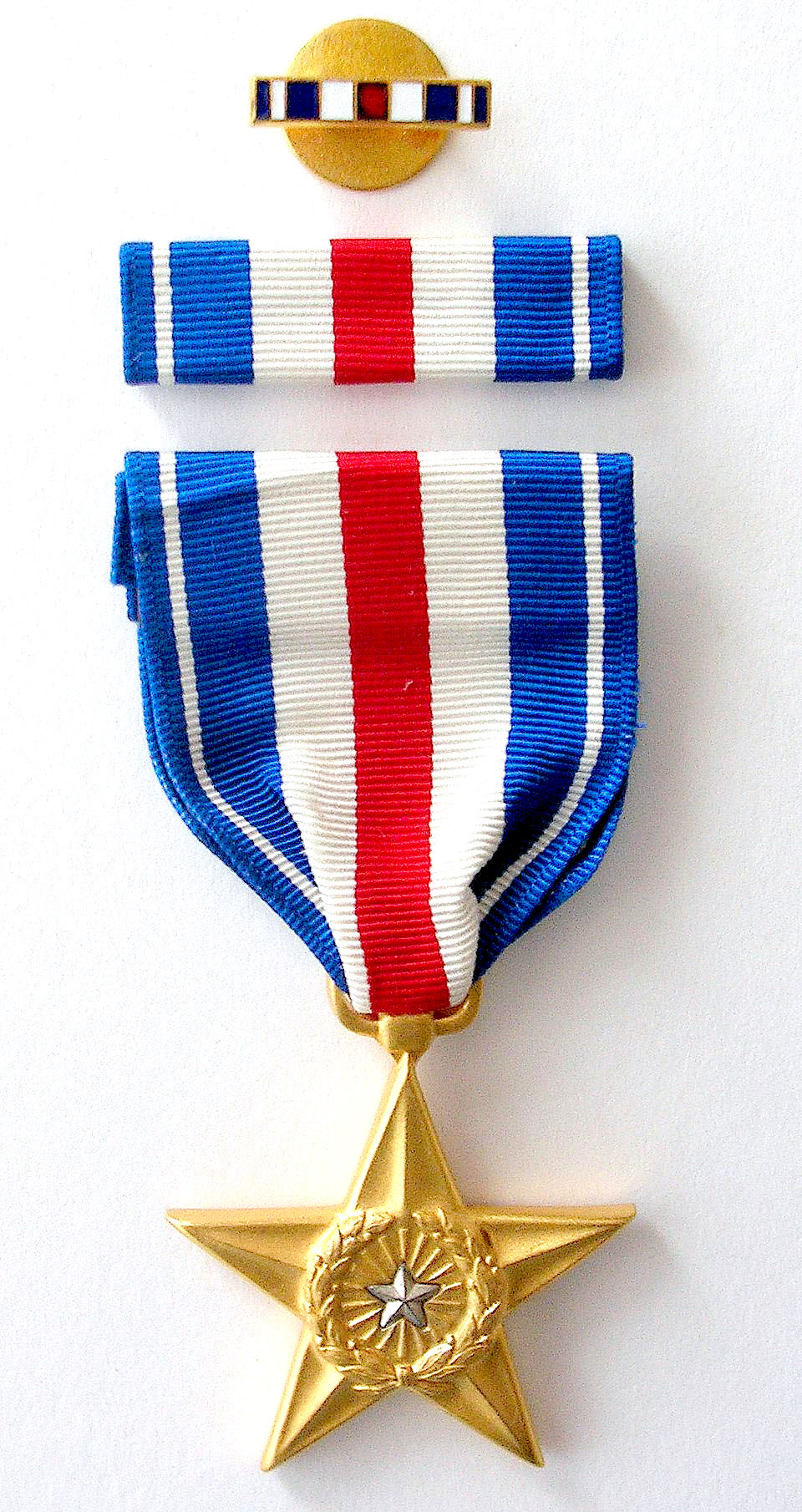
La Silver Star.

La Silver Star est attribuée à une personne qui, servant à n'importe quel titre dans l'armée des États-Unis, aura été citée pour bravoure en opération contre l'ennemi.
La Silver Star peut également être attribuée à une personne ayant servi dans des forces étrangères alliées engagées dans un conflit armé dans lequel les États-Unis d'Amérique ne sont pas impliqués.
La Silver Star demeure inférieure dans l'ordre de préséance par rapport à la Distinguished Service Cross ainsi qu'à d'autres distinctions militaires américaines.

## Apparence

### L'étoile

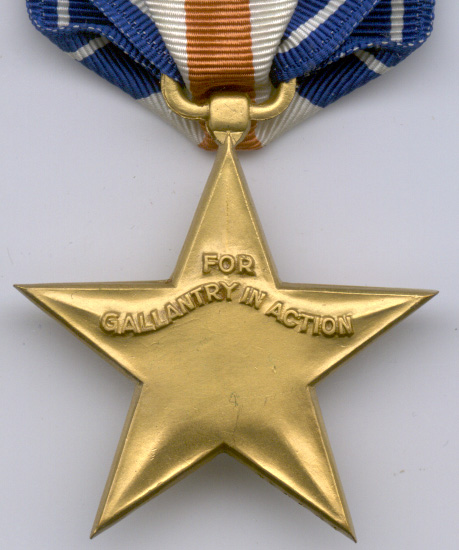
Le revers de la médaille.

La Silver Star est une étoile à cinq branches en or mesurant un pouce et demi (38,1 mm) de diamètre extérieur, avec une couronne de laurier entourant des rayons depuis le centre et une étoile d'argent de trois seizièmes de pouce (4,762 mm) de diamètre superposée au centre. Le pendentif est suspendu par une boucle métallique de forme rectangulaire avec des coins arrondis. Le revers porte l'inscription FOR GALLANTRY IN ACTION (POUR BRAVOURE EN ACTION).

### Le ruban

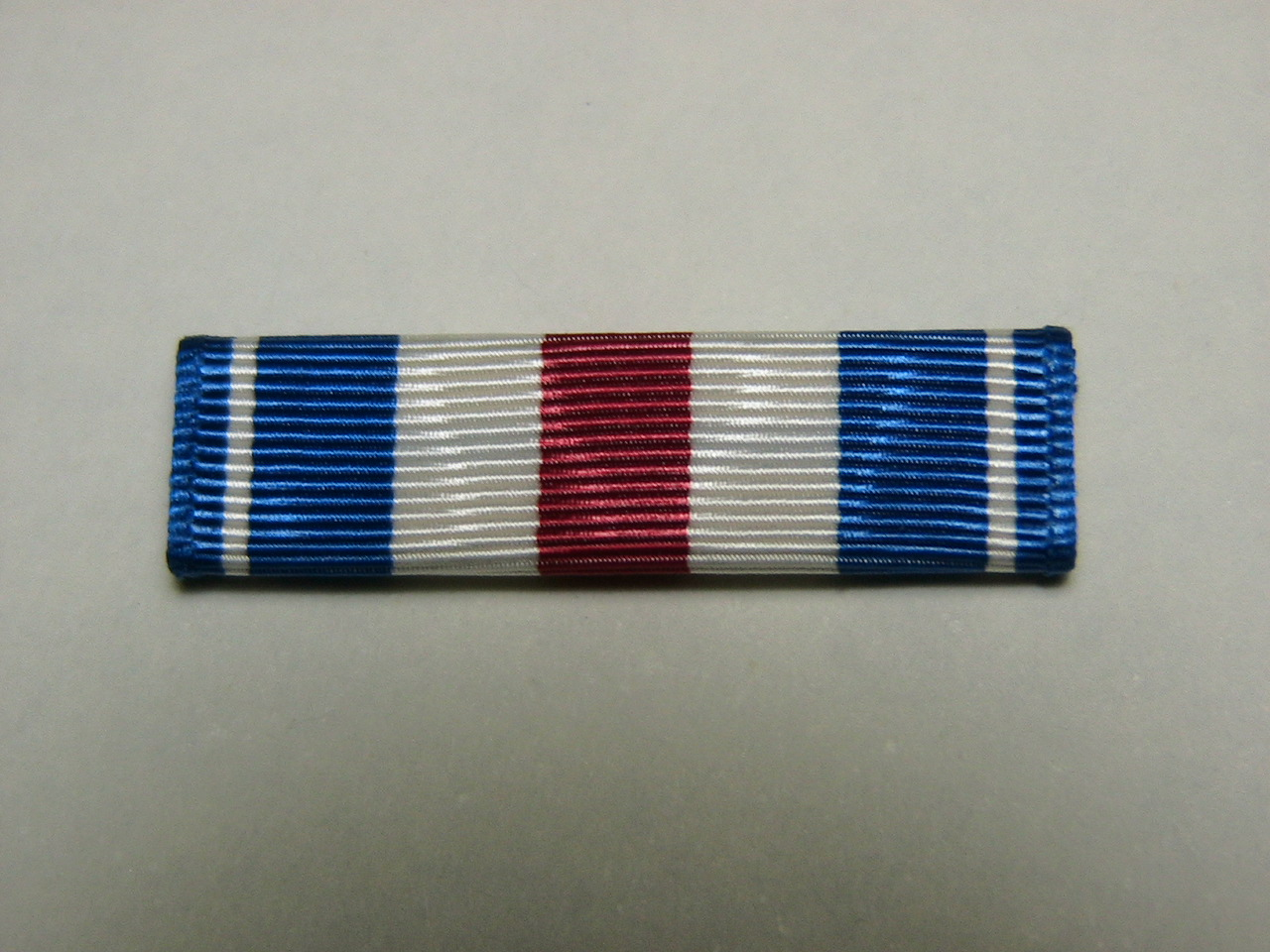
Avers.
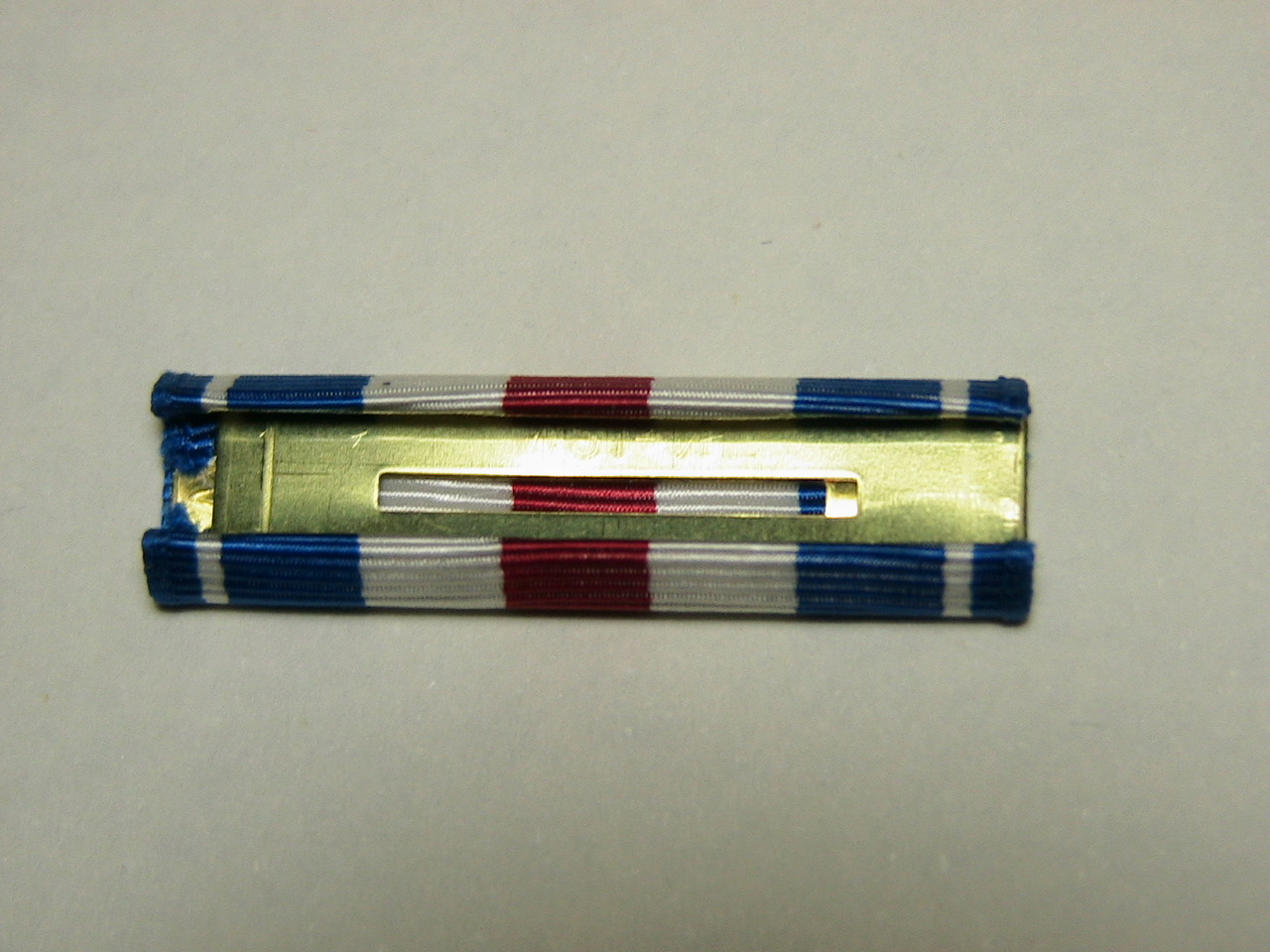
Revers.

Le ruban mesure un pouce trois huitièmes (34,925 mm) de large et comprend les bandes suivantes : sept trente-deuxièmes de pouce (5,556 mm) de rouge Old Glory 67156 (bande centrale), puis de chaque côté en allant vers l'extérieur, sept trente-deuxièmes de pouce (5,556 mm) de blanc, sept trente-deuxièmes de pouce (5,556 mm) de bleu outremer, trois soixante-quatrièmes de pouce (1,190 mm) de blanc et trois trente-deuxièmes de pouce (2,381 mm) de bleu outremer.

### Accessoires sur le ruban
La seconde attribution ainsi que les suivantes sont représentées par des feuilles de chêne dans l'armée de terre et les forces aériennes et par des étoiles de cinq seizièmes de pouce dans la marine, le corps de marine et chez les garde-côtes,,.

## Personnalités notables décorées de la Silver Star

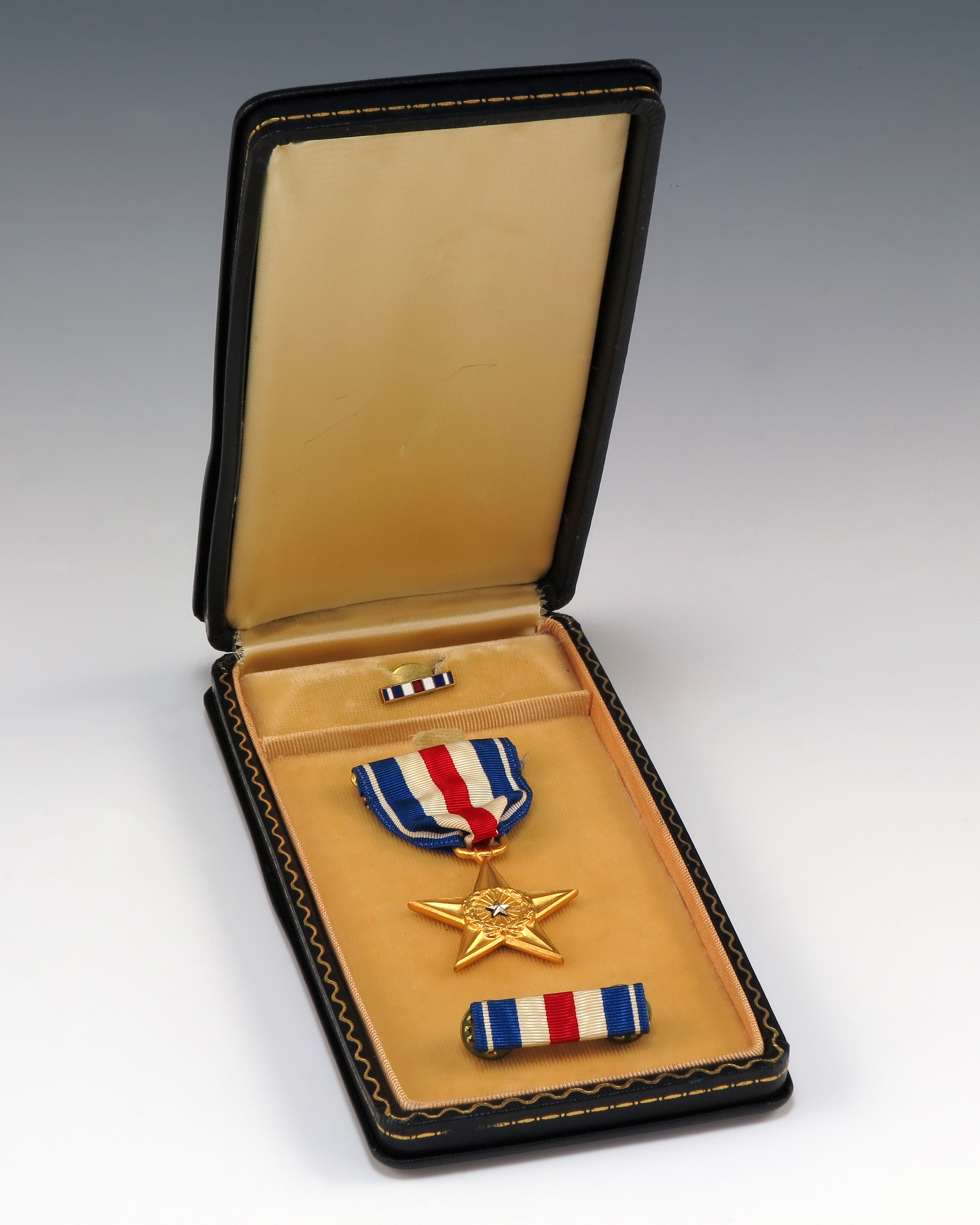
La Silver Star du lieutenant James Robert Barnett.

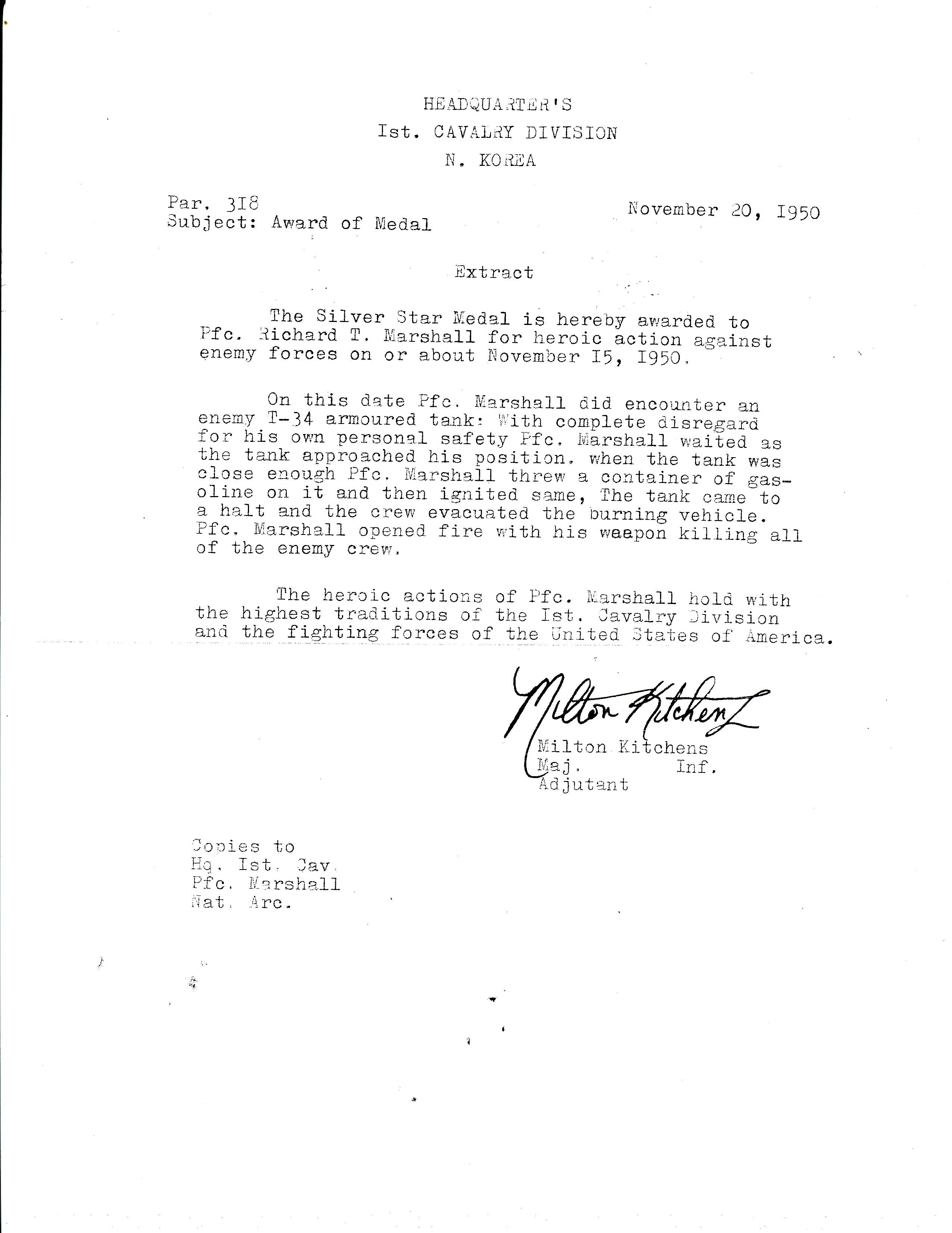
Document annonçant la remise de la Silver Star au private first class (Pfc.) Richard T. Marshall.

De nombreux militaires ont été décorés de la Silver Star, parmi lesquels :

### Militaires français
- Adolphe Aumeran, colonel du 9e régiment de zouaves en 1943-1945
- René Babonneau, colonel de la Légion étrangère (décoré par le général Jacob Devers).
- Jacques Baratte, chef d'escadron d'artillerie sur les poches de l'Atlantique en 1944-1945.
- André Brunel, Médecin-chef-colonel du Service de santé des armées
- André Barreau
- Paul Bondis
- Jean del Marmol[7]
- Jacques-Philippe Dehollain
- Jean-Claude Delafon
- Guy Gabaldon
- Louis Jacques Marie d'Harcourt
- Jean de Luxembourg
- Mohammed Oufkir, marocain combattant dans l'armée française en 1944-1945, le Maroc étant alors protectorat français[8]
- Jean Vaugien

### Militaires américains
- Charles Alvin Beckwith
- Richard Bong
- Omar Bradley
- Wesley Clark
- Benjamin Oliver Davis, Jr.
- James H. Doolittle
- Charles Durning
- Douglas Fairbanks Jr.
- James M. Gavin
- William Guarnere
- Alexander Haig
- Carlos Hathcock
- Sterling Hayden
- Tony Hillerman
- Clifton James
- Lyndon B. Johnson
- James L. Jones
- John Kerry
- Douglas MacArthur
- Peyton Conway March
- George Marshall
- John McCain
- Audie Murphy
- Oliver North
- George S. Patton
- Endicott Peabody
- John J. Pershing
- Matthew Ridgway
- Barney Ross
- Dick Rutan
- Norman Schwarzkopf
- Bertrand de Seze
- Frederick W. Smith
- Ronald Speirs
- Pat Tillman
- Michel Thomas
- John Walton
- Jim Webb
- Chuck Yeager
- Chris Kyle
- George Juskalian
- Jocko Willink

### Autres
- Tahsin Yazıcı